# Eduard Ovčáček
Eduard Ovčáček (Třinec, 5 de março de 1933 – 5 de dezembro de 2022) foi um artista gráfico e poeta visual ligado ao letrismo, escultor, pintor e professor de gravura na Faculdade de Finas Artes de Ostrava. Seu trabalho se desenvolve em torno de vários eixos, incluindo gravura, poesia visual e concreta, serigrafia, colagem, fotografia letrista, artes gráficas, bem como performance, instalação e escultura.